# 맷 뉴턴

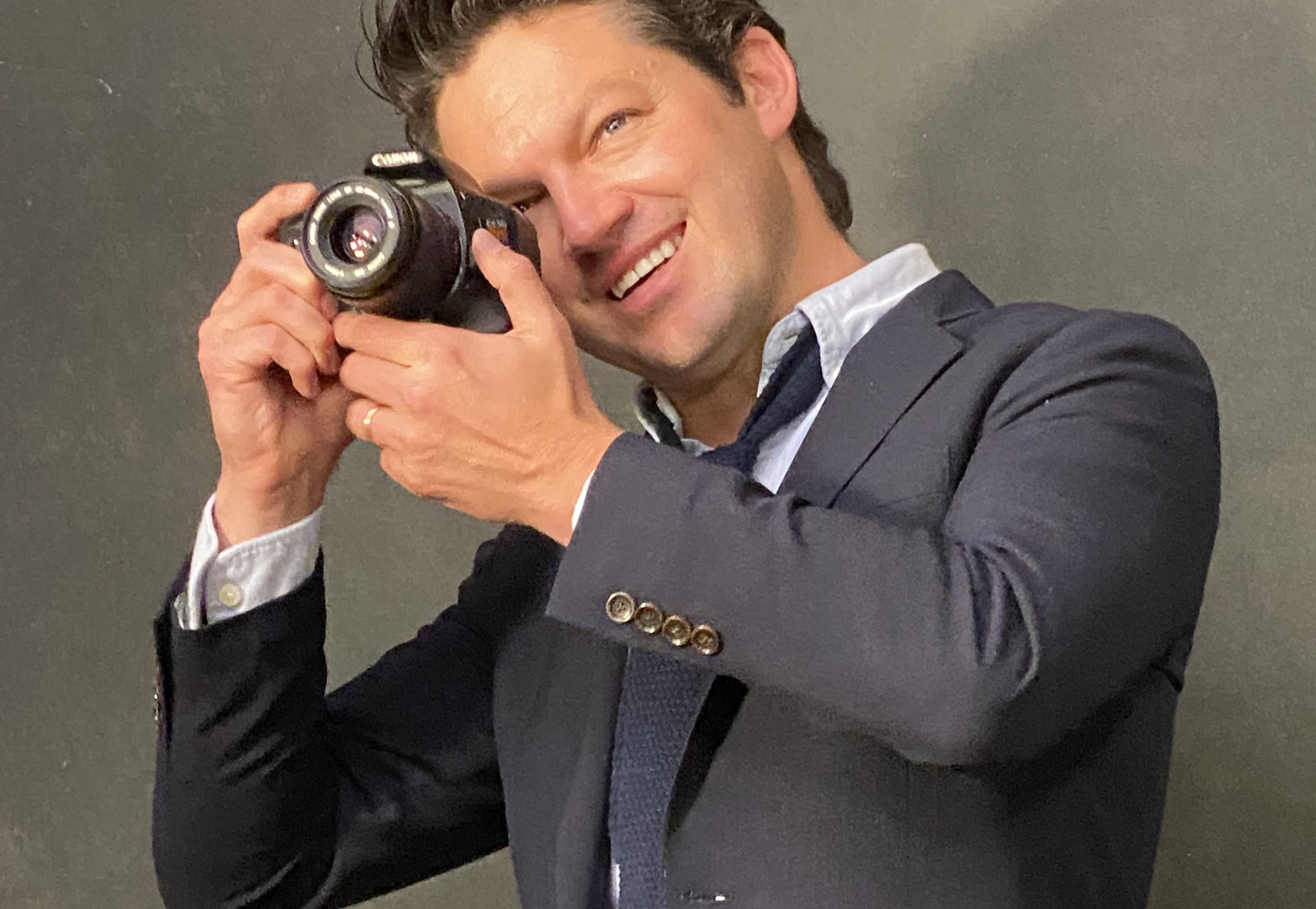

맷 뉴턴(Matt Newton, 1977년 5월 11일 ~ )은 미국의 배우, 텔레비전 배우이다.
뉴헤이번에서 태어났다.

## 영화
- [[초[민망한]능력자들]] (2009년) - 베트남 프라이벗 크리스 역
- 어글리 베티 (2006년)
- 포스터 보이 (2004년) - 헨리 크레이 역
- 드레이크와 조시 (2004년)
- 다머 (2002년)
- 엽기 캠퍼스 (2002년)
- 가딩 라이트 (1952년)